# Secondo molare inferiore
Il secondo molare inferiore è simile al primo. 
Ha un'altezza di 20 mm, di cui 7 coronali e 13 radicolari. Il diametro vestibolo-linguale coronale è di 10 mm, e si riduce al colletto di 1-2 mm. 
È quindi leggermente più piccolo del primo molare in tutte le misurazioni, possiede generalmente 4 cuspidi separate da un solco cruciforme caratteristico.

## Disposizione e rapporti
Mesialmente entra in contatto con il primo molare inferiore, mentre distalmente con l'ottavo. Entrambi i contatti avvengono a livello del quarto occlusale, con il mesiale spostato vestibolarmente.

## Morfologia coronale
Vestibolarmente (quindi frontalmente) è possibile vedere tutte le cuspidi, in quanto le vestibolari sono leggermente più basse delle linguali.
Il contorno occlusale è formato dalle coste delle cuspidi vestibolari, uguali tra loro. Quello cervicale è concavo coronalmente, e in posizione mediana può proiettarsi verso la biforcazione radicolare.
La superficie cervicale è convessa, mentre occlusalmente presenta due lobi uguali e simmetricamente separati dal solco intercuspidale vestibolari.
La faccia linguale (rivolta alla cavità orale) mostra solo le due cuspidi linguali, ed è molto simile alla vestibolare.
Distalmente e mesialmente ha forma di un trapezio rettangolo, con base minore occlusale e lato obliquo vestibolare. 
Il contorno vestibolare è molto inclinato, presenta un bombè cervicale ancor più marcato del primo molare, e la sommità cuspidale è decisamente interna rispetto al colletto vestibolare; viceversa il contorno linguale descrive un angolo ottuso con il colletto, presentando un bombè coronale, mentre la cuspide è allineata al colletto linguale. 
Il colletto è appiattito e presenta una minima concavità radicolare.
Occlusalmente ha forma grossonalamente rettangolare, molto arrotondato agli angoli, con le creste vestibolare e linguale che formano i lati lunghi. I lati corti differiscono tra loro, con il mesiale più largo e meno convesso del distale.
La coppia di cuspidi vestibolari ha dimensioni maggiori della coppia delle linguali; le cuspidi sono uguali a due a due. Le cuspidi sono divise da due solchi intercuspidali ortogonali, piuttosto rettilinei, crociformi. Talvolta il solco vestibolare è mesializzato, determinando una disposizione simile alla forma driopiteca del primo molare; oppure può essere distalizzato, determinando una forma a scalino. La fossa centrale è comunque sempre centrata nella faccia occlusale.

## Morfologia radicolare
Il secondo molare inferiore è dotato di 2 radici: una mesiale ed una distale. Nel 20% dei casi le radici possono essere fuso in un unico blocco radicolare; molto raramente può presentare 3 radici.
- La radice mesiale è generalmente inclinita distalmente (61% dei casi) o dritta (27%).

- La radice distale è generalmente dritta (53%) oppure inclinata distalmente (26%).

Nel 15% dei casi una delle due radici può ripiegarsi verso quella eterolaterale, conferendo la caratteristica forma a baionetta.
Presenta generalmente 3 canali (64% dei casi), due nella radice mesiale (con il forame in comune o con due forami) ed uno nella distale. 
Nel 13% dei casi la radice mesiale presenta solo un canale.

## Odontogenesi
La calcificazione della corona inizia verso i 3 anni e viene completata entro gli 8-9 anni. Il dente erompe verso i 12-13 anni e la rizogenesi è completata entro i 15 anni.